# Hemipenthes tenuirostris
Hemipenthes tenuirostris är en tvåvingeart som först beskrevs av Macquart 1850.  Hemipenthes tenuirostris ingår i släktet Hemipenthes och familjen svävflugor. Inga underarter finns listade i Catalogue of Life.